# Канал Disney
Канал Disney — бывший российский семейный федеральный телеканал, который являлся локальной версией американского телеканала Disney Channel.
Телеканал ориентировался на аудиторию в возрасте от 10 до 45 лет. За 2021 год охват Канала Disney составил 26 млн человек. В среднем ежедневно канал смотрели 1,3 млн человек. 
Кабельный Канал Disney был запущен 10 августа 2010 года на частоте детского телеканала «Jetix» (принадлежащий компании Disney). Эфирный Канал Disney был запущен 31 декабря 2011 года на частотах «Семёрки» и кабельной версии Disney. 14 декабря 2022 года в 5 часов утра по московскому времени телеканал прекратил своё вещание. 
В сетке вещания были популярные мультсериалы и сериалы, такие как: «Гравити Фолз», «Финес и Ферб», «С приветом по планетам», «Звёздная принцесса и силы зла», «Леди Баг и Супер-Кот», «Ханна Монтана», «Всё тип-топ, или Жизнь Зака и Коди» и многие другие. Кроме того, были художественные и анимационные фильмы, классические анимации Disney, оригинальное кино Канала Disney, аниме, музыкальный блок, а также программы и сериалы российского производства. Для самых маленьких зрителей в эфире был предусмотрен специальный блок под названием «Доброе утро с Микки» (До 1 мая 2020 года — «Узнавайка»). В него входили такие мультсериалы, как: «Клуб Микки Мауса», «Дружные мопсы», «Умелец Мэнни» и многие другие.

## История

### Показы продукции Disney в России
До создания отдельного телеканала в России премьеры мультсериалов, сериалов и фильмов производства Disney выходили в рамках телевизионных блоков на «первой кнопке» (Первая программа ЦТ, 1-й канал Останкино, ОРТ/«Первый канал») — «Уолт Дисней представляет» (1991—1992), «Дисней-клуб» (1998—2014), «Классика Уолта Диснея» (2004—2007) и «Волшебный мир Disney» (2007—2013), а также на РТР (1992—1998), СТС (1997—2015), REN-TV (2003—2006) и ТВ-3 (2005—2008). Через некоторое время после запуска канала Disney данные блоки были закрыты в связи с отсутствием необходимости в их трансляции.
Несмотря на наличие собственного телеканала, всероссийские телепремьеры кинопрокатных мультфильмов и фильмов Disney по-прежнему выходили на более крупных федеральных каналах. Так, в 2013—2015 годах право на премьерные показы ещё оставалось за «Первым каналом» (до января 2017 года фильмы шли в повторах), впоследствии основным партнёром Disney в данном плане стал канал СТС. С осени 2016 года отдельные фильмы-боевики и фильмы ужасов, принадлежащие Disney, выходили на «РЕН ТВ».

### Неудачные попытки запуска Канала Disney
В январе 2007 года вынашивалась идея о запуске канала Disney в России. Планировалось его запустить осенью этого же года, но запуск не состоялся. Вторая попытка запуска намечалась на начало 2009 года, но спустя месяц ФАС отклонила ходатайство компании Walt Disney о приобретении 49 % предприятия Mo-Tv у российской медиагруппы Медиа-1, созданного для запуска телеканала Disney в РФ.

### 1999—2004 годы. Запуск Fox Kids и смена владельца
С середины февраля 1999 года компании News Corporation и Saban Entertainment через совместную компанию Fox Kids Europe начали тестовое вещание общеевропейского телеканала Fox Kids CEE.
1 апреля 1999 года Fox Kids полноценно был запущен в России, странах СНГ и Прибалтики, а также в Центральной и Восточной Европе, имея звуковые дорожки на нескольких языках вещания, включая русский. Телеканал осуществлял вещание с 7:00 до 20:00, а позже изменил режим работы - с 8:00 до 21:00 (МСК). Русскоязычный дубляж производила студия Intra Communications; в Россию присылались кассеты с записями, после чего материал проходил дубляж, и кассеты возвращались обратно в Лондон, оттуда велось вещание. В течение 6 месяцев, с апреля по сентябрь 1999 года, постепенно и в очень сжатые сроки переводились программы на русский язык, в этот период некоторые программы выходили на английском языке. В основном Fox Kids транслировал мультсериалы, сериалы и фильмы от Saban Entertainment и DIC Entertainment, а также мультсериалы от Marvel. Реклама до сентября 2009 года со всех стран перемешивалась, при выбранной определённой звуковой дорожки, звук иностранной рекламы воспроизводился без голоса диктора или заменялся на мелодию. Телеканал проводил мероприятия Fox Kids Cup и Fox Kids Planet Live (после ребрендинга назывались Jetix Cup и Jetix Kids Awards соответственно).
5 мая 2000 года компания Fox Sports International запустила спортивный телеканал Fox Sports, распространением занималась компания Fox Kids Europe. Телеканал транслировался на частотах Fox Kids в нерабочее эфирное время (с 21:00 до 8:00 МСК). Программы на русский язык не переводились.
С 2001 по март 2004 г. велось совместное вещание между Fox Kids CEE и Fox Kids ME (версия для Турции и Ближнего Востока). В этот период появился блок «Кино Fox Kids» (позже «Кино Jetix»), в основном в блок входили фильмы от Saban Entertainment.
23 июля 2001 года The Walt Disney Company объявил о приобретении Fox Family Worldwide и Saban Entertainment. Сделка была завершена в октябре 2001 года, также Disney получил контрольный пакет акций Fox Kids Europe (75 %), остальные 25 % котировались на амстердамской фондовой бирже Euronext. The Walt Disney Company планировал переименовать телеканал Fox Kids в Toon Disney, но от этой идеи отказались. Вскоре, компания 20th Century Fox Film Corporation предоставила бессрочную лицензию на бесплатное использование названия Fox Kids. Однако компания Fox Sports International в сделку не входила, но из-за контрактов, телеканал Fox Sports продолжал своё вещание на частоте Fox Kids до марта 2004 года.
В мае 2002 года Buena Vista International Television взяла на себя телевизионное обслуживание каталогов программ Fox Family Worldwide и Saban Entertainment, а также их распространение среди сторонних вещательных компаний. В этом же году Telco Media начинает заниматься дистрибуцией телеканала в России и СНГ. Также программы для телеканала Fox Kids одновременно стали дублировать на студии Кипарис.
С марта 2004 года принадлежащий компании Disney спортивный телеканал ESPN Classic Sports заменил Fox Sports. ESPN продолжал своё вещание до 2006 года, в том числе и тогда, когда основной вещатель уже подвергся ребрендингу и сменил название. Fox Kids увеличил время вещания до 23:00 по МСК.
В апреле 2004 года появился блок «Jetix», который показывал зрителям новые мультсериалы, такие как: «Sonic X», «Шаман Кинг», «Гаджет и Гаджетины» и «Автогонщики Наскар».
В июле 2004 года компания Fox Kids Europe была переименована в Jetix Europe, ранее, в марте этого года коллектив телеканала Fox Kids переехал в офис The Walt Disney Company EMEA.
Первоначально ребрендинг планировался осенью 2004 года, однако руководство телеканала перенесли планы на январь 2005 года.

### 2005—2010 годы. Ребрендинг в Jetix, переходный период
1 января 2005 года телеканал провёл ребрендинг; Fox Kids был переименован в Jetix. Радикальных изменений в сетке вещания не было, по-прежнему показывались программы с Fox Kids наряду с новыми, такими как: «Чародейки», «A.T.O.M.», «Непобедимая команда супер-обезьянок» и т. д.
1 января 2006 года появился блок «Jetix Max» продолжительностью 3 часа. Блок был рассчитан на более взрослую аудиторию телеканала Jetix и предлагал вниманию зрителей комедии, аниме, а также классические передачи Marvel. Время вещания телеканала увеличилось до 2:00, при этом ретрансляция ESPN Classic Sport на частоте Jetix прекратилась. В апреле 2006 года появился утренний детский блок «Jetix Play» с мультсериалами от Saban Entertainment и DIC Entertainment.
В конце 2006 года российский офис компании Disney начал работать с дистрибьютором Telco Media.
В 2007 году появился блок «Jetix Ninja», в рамках эфира которого шли мультсериалы, героями которых являлись ниндзя.
1 июля 2008 года телеканал перешёл на круглосуточное вещание.
8 декабря 2008 года компания Disney заключила соглашение об увеличении доли в Jetix Europe до 96 % с целью снятия компании с листинга Euronext. С 27 февраля 2009 года компания Disney владела 99,8 % акциями Jetix Europe.
19 сентября 2009 года появилась собственная версия телеканала для России и стран СНГ, работающая исключительно из Москвы — Jetix Russia. Собственником телеканала стал «Уолт Дисней Компани СНГ», техническую поддержку осуществлял дистрибьютор Telco Media.
За 10 дней до закрытия телеканала 31 июля в 19:00 был представлен блок «Час Канала Disney», который демонстрировал оригинальный контент The Walt Disney Company. 10 августа 2010 года в 18:00 по МСК телеканал Jetix был заменён на «Канал Disney». Веб-сайт jetix.ru продолжал свою работу до апреля 2016 года, информируя пользователей о том, что популярные программы Jetix перенесены на Канал Disney. После чего, веб-сайт стал перенаправлять на kanal.disney.ru.

### 2010—2011 годы. Начало вещания Канала Disney
31 марта 2010 года российский офис компании Disney официально сообщил о получении лицензии Роскомнадзора на осуществление телевизионного кабельного вещания канала Disney в России (серия ТВ № 15922 от 9 марта 2010 года, срок — 5 лет).
Канал Disney заменил собой «Jetix» и начал вещание 10 августа 2010 года в 18:00 по московскому времени показом анимационного фильма «В поисках Немо». Техническую поддержку телеканала осуществлял дистрибьютор Telco Media, также была доступна английская звуковая дорожка. 20 декабря 2010 года Канал Disney начал трансляцию со сдвигом +2. Это позволило зрителям в Екатеринбурге, Перми, Челябинске, Уфе, Тюмени и других городах Восточной России смотреть программы Канала Disney в такое же время, что и в Центральной России.
Первоначально сетка вещания канала копировала восточноевропейскую версию Disney Channel. Помимо оригинальной продукции Disney и нескольких сериалов, оставшихся от Jetix («Kid vs Kat», «Jimmy Cool», «H2O: Просто добавь воды» и других), на канале также выходили программы отечественного производства (ООО «Уолт Дисней Компани СНГ»), которые длились 3-4 минуты и представляли собой новости о свежих проектах Disney, преимущественно выходивших в кинопрокат: «Disney 365», «Кинопутешественники», «На связи!», «Маленькое супер-шоу», «Маленькие супер-новости». В 2010—2012 годах на телеканале транслировался российский мини-сериал, созданный при поддержке Disney и также стартовавший на Jetix — «Приколы на переменке». Был представлен блок «Оригинальное кино», который состоял из фильмов Канала Disney, позже на смену пришел новый блок «Субботний киновечер» (потом — «Волшебный семейный просмотр»), в котором демонстрировались фильмы от других студий. Также в эфир вернулись фильмы от Saban Entertainment. До июня 2014 года практиковались марафоны серий и фильмов на определённую тематику в выходные или праздничные дни, в том числе и на негосударственные праздники — День святого Валентина и Хэллоуин.
Канал использовал устаревшее «ленточное оформление» для анонсов передач, пропавшее с экранов телевизоров США и стран Европы начиная с 2010—2011 годов. Хотя в некоторых анонсах использовалось новое оформление.
На канале с первых дней вещания и до 2020 года выходил блок «Узнавайка» для детей дошкольного возраста. Он представлял собой российскую версию «Playhouse Disney», причём для логотипа слова «Узнавайка» были подобраны тот же шрифт и даже цвета букв, что и для логотипа — слова «Playhouse» в оригинальном варианте (позднее — для Disney Junior).

### 2011—2016 годы. Вещание на частотах «Семёрки», эксперименты с передачами
27 октября 2011 года по итогам встречи председателя Правительства Владимира Путина с руководством The Walt Disney Company и медиагруппы ЮТВ (совместное предприятие Медиа-1 и АФ Медиа); компания Disney купила 49 % акций канала «Семёрка» с целью запуска одноимённого общедоступного федерального телеканала. 30 ноября состоялось первое заседание совета директоров нового канала Disney, в состав которого вошли три представителя компании Disney и четыре представителя ЮТВ Холдинга. На заседании определили дату и время запуска обновлённого телеканала.
Эфирная версия Канала Disney начала вещание на частотах «Семёрки» и кабельной версии Disney 31 декабря 2011 года в 12:00 с показа мультфильма «Микки: И снова под Рождество». В логотипе с ушами Микки Мауса слово «Channel» было заменено на «Канал». Все операции телеканала проводились через юридическое лицо ООО «7ТВ», учредителями которого были The Walt Disney Company и ЮТВ Холдинг. Команда обновлённого телеканала была сформирована из сотрудников «Семёрки» и кабельного Disney. The Walt Disney Company занимались редакцией телеканала, а техническую поддержку осуществляли ЮТВ Холдинг. К имеющемуся сдвигу +2, появились сдвиги +4 и +7.
В течение 2012 года на канале транслировались телесериалы производства ABC — «Необыкновенная семейка», «Мелисса и Джоуи», «8 простых правил для друга моей дочери-подростка», «Их перепутали в роддоме» и другие.
С середины 2013 года сетка телеканала претерпела ряд изменений. В эфире были выделены таймслоты для показа мультфильмов производства киностудии «Союзмультфильм» (одно время — и советских фильмов-сказок) и российских мультсериалов и мультфильмов (примеры — «Новаторы», «Джинглики»). Полнометражные мультфильмы (в 2013—2018 годах — в том числе от 20th Century Fox/Blue Sky Studios и Universal, в 2013—2015 и 2019 годах — от Studio Ghibli, в 2015—2016 годах — от DreamWorks Animation) стали выходить в прайм-тайм в блоке под специальной открывающей заставкой: в 2012—2014 годах — «Золотая коллекция Disney», с 2014 года — «Большая анимация» (ранее — «Большая анимационная история»).
Также в эфире с этого же времени появились детские передачи от независимых российских производителей: возобновлённая после 13-летнего перерыва телеигра «Устами младенца» (2013—2014), ранее выходившее на СТС шоу «Это мой ребёнок!» (2013—2016), «Мама на 5+» (2013—2016), «Правила стиля» (2013—2019), «Это моя комната!» (2015—2017), «Большие семейные игры» (2015—2016) и «Лучшие друзья» (2018). В конце всех перечисленных передач, кроме «Правил стиля», указывалось второе юридическое лицо канала с 31 декабря 2011 года — ООО «7ТВ».
Время для игрового кино и сериалов на канале с начала 2014 года стало существенно уменьшаться, и в конечном итоге они стали выходить только ночью. Причинами этому, по мнению руководства «Уолт Дисней Компани СНГ», являются их общая тематика, которую может не понять аудитория канала, низкие рейтинги и ухудшение экономической ситуации в России. С марта 2019 до января 2020 года игровые сериалы полностью отсутствовали в сетке канала, в связи с чем почти весь эфир теперь был занят мультсериалами каналов Disney Junior и Disney XD (заставки каналов вырезались из начала и финальных титров сериалов, но оставались в цифровых копиях в интернете).
1 августа 2014 года, в рамках всемирного ребрендинга Disney Channel, канал Disney обновил логотип и оформление анонсов передач, подобно зарубежным версиям. Показы «Большой анимации» стали проходить ежедневно, а блок «Узнавайка» был увеличен до 7 часов. Межпрограммные проекты «Уолт Дисней Компани СНГ» были закрыты, но позже была представлена программа «Всё интересное: Кино».

### 2016—2022. Реорганизация. Уход канала из России и закрытие
С января 2016 года, после вступления в силу поправок в закон о СМИ, согласно которым участие иностранного капитала в отечественных СМИ ограничено до 20 %; «ЮТВ Холдинг» стал владельцем 80 % телеканала, а у The Walt Disney Company остались 20 %, но при этом экономическая доля Disney в бизнесе осталась прежней — 49 %. Составление сетки вещания, закупка контента для показа, управление программными правами, а также дубляж, производство, маркетинг и эфирное промо было со стороны The Walt Disney Company, а «ЮТВ Холдинг» продолжали заниматься технической поддержкой и распространением телеканала.
В 2017 году АФ Медиа продал свою долю и вышел из совместного предприятия ЮТВ Холдинг, вскоре, в 2019 году все активы ЮТВ Холдинг, включая Канал Disney, перешли к Медиа-1. The Walt Disney Company и Медиа-1 стали единственными учредителями юридического лица ООО «7ТВ».
Осенью 2018 года канал Disney вновь сменил оформление, а также анимацию логотипа. На этот раз было использовано собственное оформление, которое использовалось только на российском канале. Логотип канала остался прежним, хотя и стал немного светлее. Также логотип переехал из левого нижнего в правый нижний угол экрана.
В конце января 2020 года игровые сериалы вернулись в ночной эфир, а программа «Правила стиля» убрана из эфира. Начиная с 29 июня этого же года игровые сериалы впервые за 6 лет стали выходить и в дневном эфире с понедельника по четверг, однако их расписание показа периодически менялось. С 23 августа 2021 года сериалы снова убраны полностью с эфира.
С 1 мая 2020 года блок «Узнавайка» был переформатирован в «Доброе утро с Микки», а его время было сокращено до таймслота с 9:00 до 11:00 (с 1 января по 8 февраля 2021 года время вещания блока временно увеличили до таймслота с 8:00 до 11:00).
С 19 июля 2021 года телеканал перешёл в широкоэкранный формат 16:9.
11 марта 2022 года компания «Disney» объявила о приостановке работы на территории России в связи со вторжением России на Украину. Летом 2022 года Disney прекратил производство телевизионного дубляжа фильмов, сериалов, мультфильмов и мультсериалов в России. 30 сентября этого же года завершил работу веб-сайт телеканала — kanal.disney.ru (перенаправляет на сайт disney.com), также были удалены странички телеканала во всех соцсетях.
14 декабря 2022 года телеканал прекратил своё вещание из-за проблем с лицензированием контента. The Walt Disney Company вышел из учредителей юридического лица ООО «7ТВ». На частотах Канала Disney был запущен новый телеканал «Солнце» от Медиа-1. Компания Disney не имеет никакого отношения к новому телеканалу, а также прекратила сотрудничество с Медиа-1.

## Другие детские телеканалы от Disney в СНГ

### Fox Kids Play/Jetix Play
В ноябре 2003 года компания Disney через дочернюю компанию Fox Kids Europe (позже Jetix Europe) запустила в СНГ европейский телеканал Fox Kids Play с русской звуковой дорожкой. Fox Kids Play осуществлял вещание с 8:00 до 20:00 (МСК). Телеканал транслировал архивные мультсериалы от Saban Entertainment и DIC Entertainment, а так же те мультсериалы, которые никогда не транслировались на основном канале Fox Kids. Telco Media занималась дистрибуцией телеканала.
1 января 2005 года телеканал провёл ребрендинг; Fox Kids Play был переименован в Jetix Play. Радикальных изменений в сетке вещания не было. 
1 декабря 2008 года время вещания телеканала увеличилось и изменился режим работы - с 7:00 до 22:00 (МСК)
1 августа 2010 года телеканал Jetix Play прекратил вещание в СНГ без какой-либо замены. 

### BabyTV
7 июля 2007 года компания News Corporation через дочернюю компанию Fox International Channels запустила дошкольный телеканал BabyTV в странах СНГ. Телеканал осуществляет вещание исключительно на английском языке. В 2012 году Telco Media начала заниматься дистрибуцией телеканала в СНГ.
В 2018 году российское подразделение Fox Networks Group сменила в СНГ дистрибьютора; вместо Telco Media стал Медиа-Телеком (совместное предприятие Ростелеком и государственного медиахолдинга «Национальная Медиа Группа»).
20 марта 2019 года компания Disney завершила сделку по приобретению компании 21st Century Fox, куда и входила компания Fox International Channels. Телеканал BabyTV стал собственностью компании Disney.
В мае 2021 года российское подразделение было переименовано с Fox Networks Group на Disney Networks Group. 
1 октября 2022 года телеканал BabyTV прекратил вещание в России и Беларуси, а позже практически во всех странах СНГ, за исключением Армении. Также The Walt Disney Company прекратил сотрудничество с НМГ.

## Руководство

### Генеральные директора
| Имя                   | Годы работы         |
| --------------------- | ------------------- |
| Татьяна Вучанович     | 1999                |
| Маринa Вильямс        | 1999—2003           |
| Месиж Брал            | 2003—2009           |
| Марина Жигалова-Озкан | 2009—2011           |
| Константин Лиходедов  | 2011—2012           |
| Ян Кухальский         | 2012—2013 2019—2022 |
| Андрей Димитров       | 2013—2019           |

### Музыкальные оформители
- Георгий Тарадайкин